# Asplenium subglandulosum
Asplenium subglandulosum là một loài dương xỉ trong họ Aspleniaceae. Loài này được Salvo, Prada & T.E.Diaz mô tả khoa học đầu tiên năm 1982.
Danh pháp khoa học của loài này chưa được làm sáng tỏ. 